# Molí Nou (Quartell)
El Molí Nou, també anomenat de la Font, és un molí arrosser i de blat que se situa al conegut com a “Camí de la Font”, al barri de la Partida de la Font de la localitat valenciana de Quartell, a la comarca del Camp de Morvedre.
Actualment forma part del catàleg de Béns Inmobles d'Etnologia de la Generalitat Valenciana.

## Història
El molí data de 1741 quan es va edificar amb el nom de Molí Nou, Doblons o Molí de Diego (cognom dels últims moliners). Encara que no es compta amb documentació escrita del mateix fins a 1850.
Quan es va dur a terme la seva restauració l'any 2001 es va adoptar el nom de “Molino Nuevo”.
Actualment, el molí acull el Museu de l'Aigua i és un dels punts de pas obligat de la Ruta de l'Aigua.

## Descripció
Es tracta d'un edifici industrial, en concret és un molí hidràulic, que es nodreix de les aigües que arriben per les 2 files contínues que es prenen de la séquia del Mig. Les aigües sobrants per al funcionament del sistema hidràulic del molí, es desvien abans d'entrar-hi pel vessador, i tornen a unir-se a l'entrada del corral a través d'una peculiar caiguda.
Davant del molí (hi ha una trapa de ferro rectangular), discorren les aigües de la fila jugadora per a Quartell i Llogarets, o de la recotxa de Quartell. Tant la fila jugadora de Quartell com la recotxa de la població discorren per la séquia de l'esquerra i passen pel Llavaner (safareig públic), seguint després el seu curs per al reg de les hortes de la població per la séquia de l'esquerra (darrere del jardí del safareig públic), i desviant-se per la séquia que transcorre paral·lela a les parets dels horts del Palau. Quan la Fila Jugadora correspon a Llogarets, transcorre per la séquia de la dreta, i per mitjà d'una almenareta, avui metàl·lica, col·locada a certa altura sobre aquesta séquia, s'aconsegueix que passi a la séquia de l'esquerra la quantitat d'aigua corresponent a la recotxa de Quartell, que entra al Llavaner i segueix el curs descrit al paràgraf anterior. Les aigües de la Fila de Llogarets circulen per sota la carretera de Quart i surten per la séquia dreta (darrere del jardí del Llavaner), seguint el curs per una séquia paral·lela a la Séquia Fonda, per passar a regar l'horta corresponent de Faura.
Aquest molí pertany al “Sistema de la Font de Quart” i al sistema de regs de la “Vall de Segó”, pel qual s'ha comptat des de sempre amb les dades incompletes de Madoz, que no va tenir en compte el “Molí de la Font" al seu inventari.
El molí estava en desús i per restaurar quan l'any 2000 l'Ajuntament de Quartell va decidir la seva compra i rehabilitació, amb l'objectiu d'instal·lar a les seves dependències el futur Museu de l'Aigua de Quartell. A més, aquest molí, després de la inauguració, es va convertir en el centre d'informació de les Rutes de l'Aigua Locals, i centre d'estudis i anàlisi de l'ús de les aigües, tant superficials com subterrànies a la zona, ampliables a la resta de la Comunitat.
Després de la seva restauració el 2001, la maquinària tant del molí arrosser i com de la del blat va quedar en perfecte estat.
El pati actual és la zona que es reservava per a l'entrada de carros. També podem distingir la resta de les estances tradicionals dels molins del XVIII com a estables, celler, pous o cisternes i zona de safareig. El mecanisme del Molí Nou es diversifica en dues zones: la reservada per a la mòlta del cereal i la del blanqueig de l'arròs. Per a l'arròs presenta a més un sistema de neteja i preparació que compta amb un entramat de fusta, politges i mecanismes de cribratge summament complexos. La consecució de la farina exigia l'activació del queixal forjat per la força cinètica de l'aigua; el cereal contingut a la tremuja es veia sotmès a molturació en funció del requeriment del veí.
El més destacat d'aquest molí és que presenta entrada d'aigua diferent per a cadascun dels queixals destinats a l'arròs i al blat. Pel que fa a l'estructura del molí, aquesta representa la casa típica valenciana del segle XVIII. La distribució de l'edifici segueix l'estil del gòtic valencià amb un pati central al voltant del qual s'organitza tota l'edificació. També trobem actualment les estances corresponents al què al seu dia va ser l'estable, el celler, la quadra per als animals domèstics i el safareig, entre d'altres.
La proximitat del molí i el safareig, que es nodreix de l'aigua que en surt; va fer que l'any 2021 L'ajuntament de Quartell decidís dur a terme obres de restauració i condicionament de l'antic i centenari safareig públic. Aquestes instal·lacions posades en valor són utilitzades actualment com a annex del Museu de l'Aigua de Quartell, per a exposicions temporals.